# De feu et de sang
De feu et de sang est le dixième épisode de la série américaine Game of Thrones, diffusé le 19 juin 2011 aux États-Unis sur HBO. Écrit par Frances Parker, et réalisé par Alan Taylor.

## Résumé

### À Port-Réal
Joffrey force Sansa à regarder la tête coupée de son père ainsi que celles de son personnel de maison sur des pointes. Lorsque Sansa dit qu'elle souhaite voir la tête de Joffrey montée là-bas après que Joffrey a dit que la tête de Robb le sera, Joffrey demande à Ser Meryn de la gifler. The Hound conseille à Sansa d'obéir à Joffrey pour sa propre sécurité.
Arya, sauvée par le recruteur de la garde de nuit, Yoren, s'échappe avec lui sous le pseudonyme de "Arry", déguisée en garçon, vers le Mur avec ses nouvelles recrues, dont Lommy, Tourte Chaude et Gendry, le fils bâtard inconscient de feu Robert.

### À Winterfell
Mestre Luwin informe Bran et Rickon de l'exécution de Ned.

### Dans le Conflans
Au camp militaire des Stark, Robb jure de se venger des Lannister après la mort de Ned, mais Catelyn dit qu'ils doivent d'abord sauver Arya et Sansa. Les partisans des Stark soutiennent désormais l'indépendance du Nord, proclamant Robb le "Roi du Nord" plutôt que de soutenir Stannis ou Renly Baratheon, qui ont tous deux revendiqué le Trône de Fer. Jaime dit à Catelyn qu'il a poussé Bran par la fenêtre de la tour, mais n'explique pas pourquoi.
Au camp militaire de Lannister, Tywin, incapable de demander la paix avec les Stark après l'exécution de Ned, ordonne à Tyrion d'aller à Port Réal à sa place en tant que "Main du Roi" pour garder Joffrey sous contrôle. Contre les ordres de son père, Tyrion amène Shae avec lui.

### Au Mur
Jon tente de déserter la Garde de Nuit pour rejoindre Robb et venger Ned, mais Sam, Pyp et Grenn le convainquent de revenir. Le lendemain matin, Jeor, bien qu'il sache que Jon a tenté de déserter, lui ordonne de le rejoindre dans une expédition au-delà du Mur, destinée à contrer les menaces des sauvageons et des Marcheurs Blancs, et de retrouver Benjen Stark.

### à Lhazar
Daenerys apprend que son fils à naître est mort à cause du sortilège de Mirri. De plus, bien que la vie de Drogo ait été sauvée, il est tombé dans un état catatonique, obligeant la plupart de ses partisans à l'abandonner. Mirri révèle qu'elle a causé cela pour venger la destruction de son temple,de son village et de son peuple. La miséricorde de Daenerys tue Drogo.
Celle-ci attache ensuite Mirri au bûcher funéraire de Drogo, avec ses œufs de dragons placés sur le dessus. Daenerys se déclare reine d'un nouveau khalasar et entre dans le bûcher allumé. Au lever du jour, Jorah et ses fidèles restants la trouvent indemne dans les cendres, portant trois dragons nouveau-nés, les premiers nés en 300 ans. Émerveillés, ils s'inclinent devant Daenerys.

## Accueil

### Audimat
L'épisode a été diffusé pour la première fois sur HBO aux États-Unis et au Canada le 19 juin 2011. L'épisode était l'épisode le plus regardé de la saison et a été vu par environ 3,041 millions de téléspectateurs et a reçu une  part de 1,4 parmi les adultes. entre 18 et 49 ans. Cela signifie qu'il a été vu par 1,4 % de tous les 18 à 49 ans au moment de la diffusion. Avec des répétitions, l'épisode a attiré 3,9 millions de téléspectateurs au total. Au Royaume-Uni, l'épisode a été vu par 1,314 million de téléspectateurs, ce qui en fait l'émission la mieux notée cette semaine-là. 

### Critiques
"Fire and Blood" a reçu des critiques positives et beaucoup d'éloges de la critique pour la scène de clôture.
L'agrégateur de critiques Rotten Tomatoes a interrogé 23 critiques de l'épisode et a jugé que 100% d'entre elles étaient positives avec un score moyen de 9,27 sur 10. Le consensus critique du site Web se lit comme suit: "" Fire and Blood "fournit de manière créative une clôture après un avant-dernier épisode choquant tout en mettre en place stratégiquement des arcs pour la saison deux." [16] Matt Fowler d' IGN a écrit que "'Fire and Blood' n'était pas exactement un rugissement puissant d'un épisode, mais que les fans de livres apprécieraient certainement les petites parties du deuxième livre, A Clash of Kings , qui ont été incluses dans aider à mettre en place la saison 2 l'année prochaine". Il a noté l'épisode 8,5 sur 10. 

Emily VanDerWerff de The A.V. Club lui a donné un "A−", commentant:
La série, en particulier, a montré qu'elle était disposée à prolonger certains de ces moments émotionnels ou philosophiques, pour vraiment tirer le meilleur parti des performances des acteurs et leur donner des scènes où ils peuvent développer leurs personnages au-delà de ce qui est sur la page. Dans une finale qui aurait pu sembler trop dispersée – nous rencontrons tous les personnages majeurs de la saison qui sont encore en vie – ce sentiment que des têtes plus froides empêcheraient plutôt une plus grande guerre mais étaient contrecarrées par des têtes plus chaudes et plus jeunes était ce qui unissait l'histoire. 
David Sims, écrivant également pour The A.V. Club, l'a qualifié de fin de saison appropriée, "laissant absolument tout le monde saliver pour la saison deux". Écrivant pour le Star-Ledger , Jenifer Braun a fait l'éloge de l'épisode pour son habillage ("Je dois dire que c'est un plaisir de regarder tous les trucs brillants que les habilleurs de HBO ont inventé pour la tente de Tywin Lannister") et l'authenticité des bébés dragons ("Et wow, HBO, des effets spéciaux sans couture ici. Bébé Dragon a l'air tout aussi réel que les chiens de la série"). HitFix l'a dit : "A terminé sa formidable première saison ... c'était sacrément divertissant en cours de route - avec la finale comme peut-être la plus divertissante à ce jour - et nous savons qu'au moins une autre saison arrive. Et si l'équipe créative peut maintenir ce niveau de qualité, il est difficile d'imaginer que HBO ferme ses portes de sitôt, même avec un budget qui ne fait qu'augmenter. Les dragons ne sont pas bon marché, mais ils sont aussi incroyables". 